# Gypona ansa
Gypona ansa är en insektsart som beskrevs av Delong 1980. Gypona ansa ingår i släktet Gypona och familjen dvärgstritar. Inga underarter finns listade i Catalogue of Life.